# Wielkanoc (film)
Wielkanoc – polski krótkometrażowy telewizyjny film obyczajowy (wojenny) z 1974 roku reżyserii Wojciecha Marczewskiego. Scenariusz filmu został oparty na opowiadaniu Jerzego Putramenta pt. "Wielkanoc". 

## Fabuła
Akcja filmu toczy się w 1944 roku, na tyłach frontu. Anna i Marek są wojskowym małżeństwem. Ona stacjonuje od dłuższego czasu w wiejskiej chałupie, on - otrzymawszy dwudniowy urlop - przyjeżdża do niej.

## Obsada
- Asja Łamtiugina - Anna
- Czesław Jaroszyński - Marek
- Jan Ciecierski - dziadek
- Henryka Dobosz
- Barbara Nowakowska
- Kazimierz Borowy
- Tadeusz Czechowski
- Henryk Dłużyński
- Marek Kępiński
- Roman Kosierkiewicz
- Ludwik Pak - żołnierz